# Haverhill (Engeland)
Haverhill is een plaats en civil parish in het bestuurlijke gebied St. Edmundsbury, in het Engelse graafschap Suffolk met 22.010 inwoners.